# Chlorodynerus arenicola
Chlorodynerus arenicola är en stekelart som först beskrevs av Kostylev 1935.  Chlorodynerus arenicola ingår i släktet Chlorodynerus och familjen Eumenidae. Inga underarter finns listade i Catalogue of Life.